# Hearsay (album Alexander O'Neal)
Hearsay è il secondo album del cantante statunitense Alexander O'Neal, pubblicato il 29 luglio 1987.

## Descrizione
L'album, pubblicato dalla Tabu su LP, musicassetta e CD, è prodotto dal duo Jimmy Jam & Terry Lewis, autori di tutti i brani a eccezione di Criticize, firmato da Garry Johnson e lo stesso Alexander O'Neal. Ciascuno dei 9 brani è preceduto da una "Intro" o "Interlude".

## Tracce

### Lato A
1. Intro
2. (What Can I Say) To Make You Love Me
3. Intro
4. Hearsay
5. Intro
6. The Lovers
7. Intro
8. Fake
9. Intro
10. Criticize

### Lato B
1. Intro
2. Never Knew Love Like This (con Cherrelle)
3. Interlude
4. Sunshine
5. Interlude
6. Crying Overtime
7. Intro
8. When the Party's Over